# Gibbosporina
Gibbosporina is een geslacht van korstmossen behorend tot de familie Pannariaceae. De typesoort is Gibbosporina boninensis.

## Soorten
Volgens Index Fungorum bevat het geslacht 13 soorten (peildatum januari 2022):
| Soortnaam                 | Auteur(s)                        | Publicatiejaar |
| ------------------------- | -------------------------------- | -------------- |
| Gibbosporina acuminata    | Elvebakk                         | 2016           |
| Gibbosporina amphorella   | Elvebakk & S.G. Hong             | 2016           |
| Gibbosporina bifrons      | Elvebakk, S.G. Hong & P.M. Jørg. | 2016           |
| Gibbosporina boninensis   | (Kurok.) Elvebakk & P.M. Jørg.   | 2016           |
| Gibbosporina cyanea       | Elvebakk                         | 2021           |
| Gibbosporina didyma       | Elvebakk, S.G. Hong & P.M. Jørg. | 2016           |
| Gibbosporina elixii       | Elvebakk, S.G. Hong & P.M. Jørg. | 2016           |
| Gibbosporina leptospora   | Elvebakk                         | 2016           |
| Gibbosporina mascarena    | Elvebakk, S.G. Hong & P.M. Jørg. | 2016           |
| Gibbosporina nitida       | Elvebakk, S.G. Hong & P.M. Jørg. | 2016           |
| Gibbosporina papillospora | Elvebakk                         | 2016           |
| Gibbosporina sphaerospora | Elvebakk & S.G. Hong             | 2016           |
| Gibbosporina thamnophora  | Elvebakk & P.M. Jørg.            | 2016           |